# فاوست (فیلم ۱۹۹۴)
«فاوست» (انگلیسی: Faust) فیلمی در ژانر فانتزی به کارگردانی یان شوانکمایر است که در سال ۱۹۹۴ منتشر شد.